# نامات عبدالله
نامات عبدالله (انگلیسی: Namat Abdullah؛ زادهٔ ۳۰ مارس ۱۹۴۶) بازیکن فوتبال اهل مالزی بود.
این بازیکن به‌همراه تیم ملی فوتبال مالزی در بازی‌های المپیک تابستانی ۱۹۷۲ شرکت کرده‌است.